# جورج موريل
جورج موريل (بالإنجليزية: George Morrell)‏، مدرب كرة قدم اسكتلندي سابق.
درب نادي مورتون حتى عام 1908، وفي عام 1908 انتقل إلى تدريب نادي آرسنال، ودربهم حتى عام 1915.

## روابط خارجية
- جورج موريل على موقع Soccerbase.com (مدرب) (الإنجليزية)